# Uwe-Frithjof Haustein

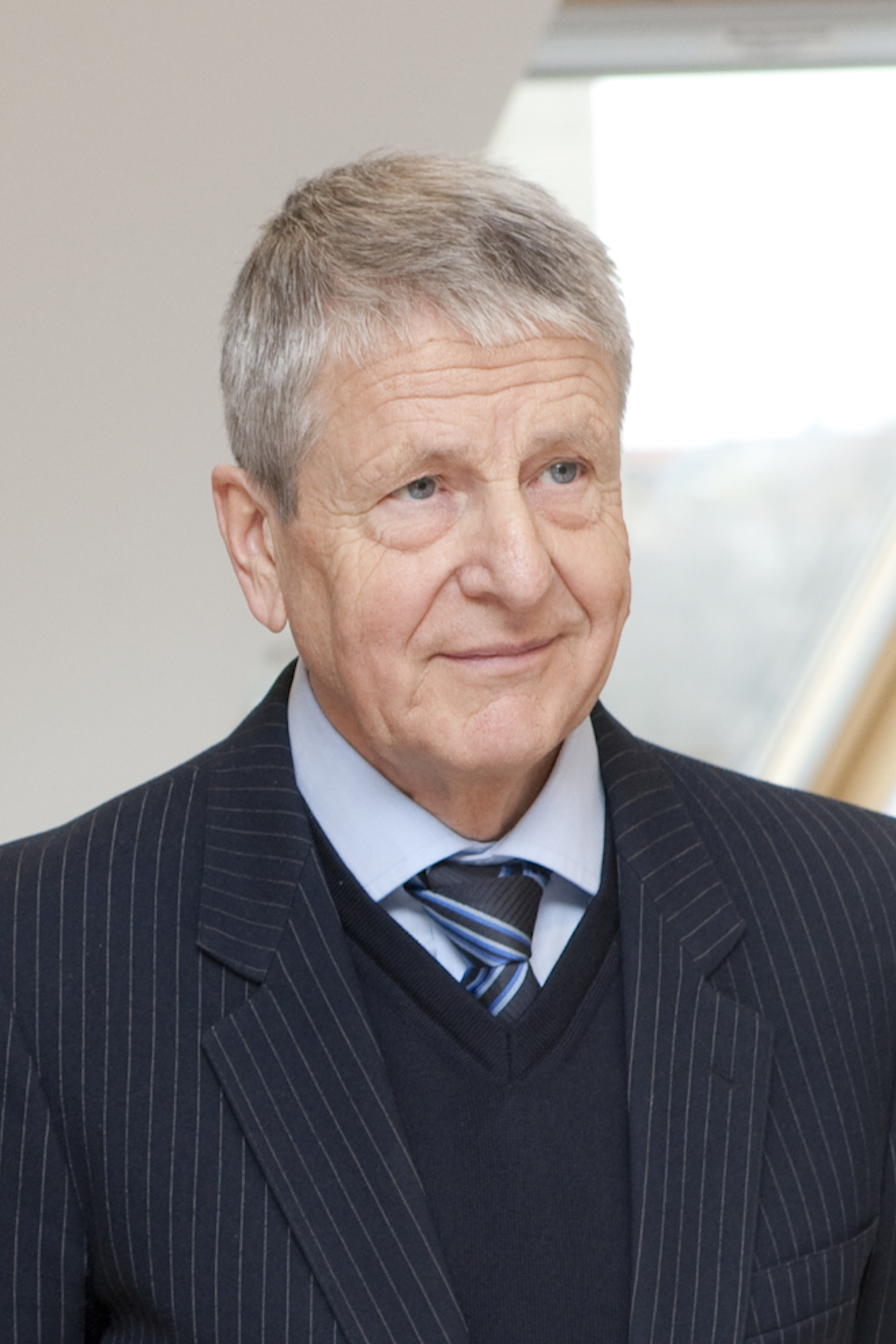
Porträt von Uwe-Frithjof Haustein anlässlich einer Feierstunde

Uwe-Frithjof Haustein (* 20. Februar 1937 in Dresden) ist ein deutscher Mediziner und Dermatologe. Er war von 1975 bis 2002 Direktor der Klinik und Poliklinik für Dermatologie, Venerologie und Allergologie der Universität Leipzig und ab 1976 dort ordentlicher Professor. Seit 1988 ist er ordentliches Mitglied der Sächsischen Akademie der Wissenschaften zu Leipzig, von 2005 bis 2007 war er deren Präsident und seit 2005 ist er Vorsitzender des Fördervereins der Akademie.

## Werdegang
Uwe Frithjof Haustein ist das dritte von vier Kindern des Ehepaares Friedrich Paul Max Haustein (selbständiger Kürschnermeister) und Agnes Irmgard geb. Schwalm (Stenotypistin/Sekretärin). Nach seinem Abitur an der Kreuzschule zu Dresden studierte Haustein Medizin an der damaligen Karl-Marx-Universität Leipzig (1954–1956) und danach an der Medizinischen Akademie Carl-Gustav Carus Dresden (1956–1959), legte im Jahr 1959 sein Staatsexamen ab und wurde promoviert. Nach Pflichtassistenz (1960) und allgemeinem praktischen Jahr (1961) erfolgte die Facharztausbildung unter Heinz-Egon Kleine-Natrop in Dresden (1962–1964). 1967 wechselte Haustein als Oberarzt an die Universitätsklinik Jena zu Niels Sönnichsen, dort erfolgte 1969 seine Habilitation zum Thema „Physiologie und Pathologie der lokalen Fibrinolyse in gesunder und kranker Haut“.
Von 1970 bis 1975 war Haustein als stellvertretender Klinikdirektor der Universitäts-Hautklinik der Charité, ebenfalls unter Niels Sönnichsen, tätig. 1974 wurde er zum Dozenten ernannt. 1975 wurde er zum Klinikdirektor, 1976 zum ordentlichen Professor der Klinik und Poliklinik für Dermatologie, Venerologie und Allergologie der Universität Leipzig berufen und 2002 in den Ruhestand versetzt. Die Klinik und Poliklinik umfasst alle klinischen Bereiche wie klassische Dermatologie, Venerologie, Allergologie, Berufsdermatologie, Kinderdermatologie, Phlebologie, Dermatochirurgie, Andrologie, Photodermatologie, Dermatohistopathologie und Mykologie. Die Klinik betrieb bis zu 6 Stationen mit maximal 149 Betten im Jahre 1975, 49 Betten im Jahre 2002. 1986 wurde an der Klinik die Abteilung für experimentelle Dermatologie gegründet. Sein Kliniknachfolger wurde 2003 Jan C. Simon, der alle naturwissenschaftlichen Mitarbeiter übernahm.
Von 1984 bis 1990 übte Haustein die Funktion des Vorsitzenden der Dermatologischen Gesellschaft der damaligen DDR aus. Parallel dazu war er als stellvertretender Dekan für Forschung in der Medizinischen Fakultät der Universität tätig. Haustein gehörte acht ausländischen dermatologischen Fachgesellschaften als Ehrenmitglied an, des Weiteren war Haustein über 10 Jahre in der International Union against venereal Diseases and Treponematoses (IUVDT) tätig. Bereits 1975 wurde an der Universität Leipzig eine interdisziplinäre Sprechstunde für Hauttumorpatienten (das Tumorboard) ins Leben gerufen, um in Zusammenarbeit mit Radiologen, Chirurgen, Internisten und anderen Fachklinikern eine optimale Betreuung zu erreichen.
1988 wurde Haustein zum ordentlichen Mitglied der Sächsischen Akademie der Wissenschaften zu Leipzig gewählt. Hier hatte Haustein seit 1999 Leitungsfunktionen als stellvertretender und später ordentlicher Sekretar der Mathematisch–Naturwissenschaftlichen Klasse im Präsidium der Akademie inne, von 2005 bis 2007 war Haustein als deren Präsident tätig. 2005 gründete Haustein den Förderverein der Sächsischen Akademie der Wissenschaften und ist seither dessen gewählter Vorsitzender. Bisher wurden im Rahmen der Forschungsförderung 14 Förderpreise an Nachwuchswissenschaftler vergeben sowie zahlreiche Druckkosten- und Reisekostenzuschüsse gewährt. Seit seiner Wahl zum ordentlichen Mitglied der Deutschen Akademie der Technikwissenschaften (acatech) 2008 arbeitet er in deren Themennetzwerk „Gesundheitstechnologie“ mit.
Seit 1991 arbeitet Haustein als Experte bei der Beurteilung klinischer Fälle im Dokumentationszentrum für schwere Hautreaktionen (Stevens-Johnson-Syndrom, toxische epidermale Nekrolyse TEN) der Universitäts-Hautklinik Freiburg mit. Jahrzehntelang wirkte er als internationaler Gutachter zu Fragen der berufsbedingten Sklerodermie.
Haustein war Mitglied im Herausgeberkollegium folgender Zeitschriften: Dermatologische Monatsschrift, Der Hautarzt, Allergologie und dem Journal of the American Academy of Dermatology.

## Ehrungen
- Ab 1978 wurde Haustein zum Ehrenmitglied folgender nationaler dermatologischer Gesellschaften ernannt: Großbritannien, Niederlande, Norwegen, Polen, Tschechoslowakei, damalige Sowjetunion, Ungarn und Bulgarien.
- 1986 erhielt Haustein den Margarete-Blank-Preis.
- 1987 wurde Haustein zum Obermedizinalrat ernannt.
- Seit 2015 ist Haustein Ehrenmitglied der Deutschen STI-Gesellschaft (sexuell übertragbarer Infektionen) - Gesellschaft zur Förderung der Sexuellen Gesundheit ernannt.[10]
- 2016 wurde Haustein mit dem Verdienstorden des Freistaates Sachsen geehrt.[11]
- 2020 wurde ihm der Verdienstorden 1. Klasse der Bundesrepublik Deutschland verliehen.[12]

## Forschungsgebiete
Haustein verfasste neun Monographien, unter anderem zur dermatologischen Lokaltherapie sowie zu sexuell übertragbaren Erkrankungen. Zudem verfasste er über 60 Buchbeiträge, über 750 wissenschaftliche Publikationen und hielt über 1050 wissenschaftliche Vorträge. Im Laufe seiner Forschungstätigkeit betreute Haustein 18 Habilitationen sowie über 100 Promotionen von Ärzten und Naturwissenschaftlern.
Von 1990 bis 2005 leitete Haustein das Langzeitprojekt "Humanökologisch-medizinische Forschung" der Sächsischen Akademie der Wissenschaften zu Leipzig zu Fragen der Umwelt-induzierten systemischen Sklerodermie, in erster Linie durch Quarzstaub, der Wundheilung sowie der Tumor-Matrix-Interaktionen, nicht zuletzt mittels Zell-Ko-Kulturen.

### Lokale Fibrinolyse
Neben klinischen war Haustein von Beginn an auch an experimentellen Fragestellungen interessiert, zunächst an der lokalen Fibrinolyse der Haut (Habilitation 1969 in Jena). Mittels histochemischer Fibrinplattenmethode (Autographie), biochemischen Untersuchungen und Tierexperimenten (Hauttransplantationen an Mäusen) wurde der aus Endothelzellen freigesetzte Plasminogenaktivator charakterisiert und mittels Fibrinolyseinhibitoren wie para-Aminomethylbenzoesäure (PAMBA) beeinflusst.

### Autoimmunkrankheiten
Gleichzeitig folgten histologische und elektronenmikroskopische Untersuchungen, zellphysiologische und immunologische Arbeiten, später molekularbiologische und genetische Beiträge. Insgesamt gelang es ihm, die Klinik zu einem Zentrum der Immundermatologie zu entwickeln, insbesondere mit Untersuchungen zu den Krankheitsbildern systemischer und lokaler Lupus erythematodes, Dermatomyositis, systemische Sklerodermie sowie bullöses Pemphigoid.
Beim Lupus erythematodes wurden zunächst an F1-Hybrid-Mäusen als Krankheitsmodell die durch Mäuseleukämie-Viren an verschiedenen Organsystemen ausgelösten Immunkomplex-vermittelten Veränderungen beschrieben. Später wurden elektronenmikroskopisch, insbesondere im Endothel verschiedener Organe des Menschen, tubulo-retikuläre Strukturen gefunden, deren Virusnatur letztlich nicht bewiesen werden konnte.
Die Immunkomplexspaltung mittels molarem Harnstoff brachte eine Erhöhung der Titer der Autoantikörper beim systemischen Lupus erythematodes wie auch beim bullösen Pemphigoid, das erlaubt eine bessere Korrelation zwischen Antikörpertiter und klinisch aktivem Krankheitsverlauf. Die Interleukin-2-Rezeptor-Expression und deren Freisetzung spielen in der Pathogenese des bullösen Pemphigoid eine Rolle. Es wurde die Reaktivität der Antikörper von Patienten auf geplotteten epidermalen Extrakten mit der Immunfluoreszenz verglichen. HLA B7 wurde als Marker für das schlechte Ansprechen auf die Immunsuppressive Therapie identifiziert. Gemeinsam mit Komplement und Proteinasen von Neutrophilen vermitteln die bullösen Pemphigoid-Antikörper die dermo-epidermale Separation.

### Progressive Sklerodermie
Bei der progressiven Sklerodermie fanden sich die sauren lysosomalen Hydrolasen verändert sowie Abweichungen im Gehalt an Kollagen I und III, Fibronektin und an Kollagenase im Hautgewebe. Die Kollagen-Aminopropeptid- und Laminin P1–Spiegel erwiesen sich im Serum als Zeichen der Aktivierung als erhöht. Die Serumspiegel von Chemokinen, Interleukinen und Wachstumsfaktoren waren bei der Sklerodermie gesteigert. Pathogenetisch wird die Möglichkeit des Mikrochimerismus diskutiert. Das Prostacyclin-Analogon Iloprost erhöht Adhäsionsmoleküle und Wachstumsfaktoren, die den therapeutischen Effekt über das Gefäßsystem erklären.

### Umwelt-induzierte Sklerodermie
Es konnte gezeigt werden, dass die Umwelt-induzierte Sklerodermie durch Chemikalien, Röntgenstrahlen sowie auch durch Quarzstaub (oftmals berufsbedingt infolge mangelhafter Arbeitsschutzvorkehrungen) mitbedingt sein kann. Gerade bei der Quarzstaub-induzierten Form wurden keine Unterschiede zur idiopathischen Sklerodermie bezüglich klinischer, serologischer und immunologischer Marker nachgewiesen. Auch hier fand sich eine erhöhte Expression der interstitiellen Kollagenase. Quarz ist in der Lage, das Adhäsionsmolekül ICAM1 in Endothelzellen zu induzieren.

### Fibroblasten-spezifischer Antikörper
Die Arbeitsgruppe um Anja Saalbach am Universitätsklinikum Leipzig fand den monoklonalen Antikörper AS02, der sich als homolog zum Thy1-Protein erwies und Spezifität für Fibroblasten zeigte.  Er ist für die Entdeckung und Elimination von Fibroblasten wichtig. Thy1 wurde im Serum aus Fibroblasten und Endothelzellen nachgewiesen, es stammt auch von polymorphkernigen Leukozyten und bindet sich an Fibroblasten und Endothelzellen. Es weist eine Adhärenz zu Neutrophilen auf.

### Tumor-Matrix-Interaktion
Fibroblasten in der Umgebung maligner Melanome erzeugen erhöhte Matrix-Metallo-Proteinase MMP sowie erhöhte Expression von Adhäsionsmolekülen ICAM1, d. h. sie begünstigen die Ausbreitung und Adhäsion von Tumorzellen und damit die Metastasierung. Thy1 (CD90) und Integrin avß3 (CD51/CD61) unterstützen die Melanomzelladhäsion an aktivierte Endothelzellen. Die Mel 4B3 mRNA, die in Hauttumoren induziert wird, wird durch Wachstumsfaktoren (TGFß) und proinflammatorische Zytokine reguliert.

### Hauttumoren
Haustein war beteiligt an der Charakterisierung von pathohistologischen und klinischen Prognosefaktoren des Plattenepithelkarzinoms der Haut, insbesondere bei seltenen z. B. perineuralen Varianten. In Zusammenarbeit mit der Gruppe von Harald zur Hausen wurden in Plattenepithelkarzinomen der Haut von Nierentransplantierten sowie nicht-immunsupprimierten Patienten onkogene Varianten von Humanen Papillomviren nachgewiesen. Die Angiosarkome der Haut des Gesichtes und behaarten Kopfes erwiesen sich als besonders heimtückisch.

### Permethrin in der Therapie der Skabies
1986 wurde die lokale Therapie der Skabies mittels Permethrin (auch die der Endemien in Alters- und Pflegeheimen) sowie die Lokaltherapie der Rosacea mit Metronidazol eingeführt. Es wurden Permethrin mit Allethrin und Benzoylperoxid verglichen, die Pyrethrine und Pyrethroide diskutiert und ein Algorithmus zur Eradikation der chronischen Scabies crustosa sowie von Pandemien in Alters- und Pflegeheimen mit Permethrin und Ivermectin vorgestellt.

### Andrologie
Durch die Arbeitsgruppe von Hans-Jürgen Glander wurde die Tiefgefrier-Spermakonservierung biophysikalisch und biochemisch optimiert und durch Inseminationen am Patienten klinisch erfolgreich bestätigt. Das sogenannte äquatoriale Fibronektinband wurde an Spermien als Ort der Adhärenz verschiedener Mikroorganismen entdeckt und als mögliche Beeinträchtigung der Fertilisationsprozesse beschrieben.

### Allergologie
Von Jörg Kleine-Tebbe et al. wurden schwere allergische Bissreaktionen durch Taubenzecken (Agarus reflexus) näher charakterisiert. Des Weiteren wurden schwere orale Allergiesyndrome durch das BetV1 related PR-10 Protein in Sojabohnen gefunden, was auf grundlegende Mechanismen der molekularen Allergologie hinweist.

### Mykologie
Pietro Nenoff et al. haben die antifungale Wirkung von essential tee tree oil aus Malaleuca altenifolia gegen pathogene Pilze in vitro unterstrichen. Des Weiteren wurde eine mykotische Arteriitis und Meningitis im Rahmen einer Aspergillus-Sepsis beschrieben. Auf die Beeinflussung des Harnstoffgehaltes des Stratum corneum sowie der Hautfeuchtigkeit durch topische appliziertes Arginin-Hydrochlorid beim atopischen Ekzem und bei Altershaut wurde hingewiesen. Der Hefepilz Malassezia furfur wurde umfassend charakterisiert.

## Persönliches
Seit 1968 ist Haustein verheiratet. Das Ehepaar hat eine Tochter. Seit seiner Kindheit spielt Haustein Blockflöte, Geige und Klavier, seit der Jugend auch Kirchenorgel, gelegentlich auch öffentlich. Er wanderte oft in den Bergen (in Seilschaften bis 4200 m Höhe) und fährt gern Fahrrad.

## Veröffentlichungen (Auswahl)

### Monografien
- U.-F. Haustein, J. Barth, E. Fickweiler: Dermatologische Lokaltherapie. VEB Verlag Volk und Gesundheit, 1986. (2. Aufl. 1991) doi:10.1007/978-3-642-78163-6_61
- U.-F. Haustein: Sexuell übertragbare Krankheiten. 1. Auflage. Fischer Verlag, Jena 1990, ISBN 3-334-00275-6.
- U.-F. Haustein, K. Herrmann, V. Ziegler: Die progressive Sklerodermie – Modell einer immunologisch dysregulierten Fibrose. (= Sitzungsberichte der Sächsischen Akademie der Wissenschaften zu Leipzig. Mathematisch-Naturwissenschaftliche Klasse. Band 122. Heft 5). Akademie Verlag, 1991, ISBN 3-05-501334-4.
- U.-F. Haustein: Umweltinduzierte Sklerodermie. (= Sitzungsberichte der Sächsischen Akademie der Wissenschaften zu Leipzig. Mathematisch-Naturwissenschaftliche Klasse. Band 125. Heft 2). Akademie-Verlag, 1994, ISBN 3-05-501669-6.
- U.-F. Haustein: Die chronische Urtikaria: Eine komplexe Störung im Dialog mit der Umwelt. (= Sitzungsbericht der Sächsischen Akademie der Wissenschaften zu Leipzig, Mathematisch-Naturwissenschaftliche Klasse. Band 127. Heft 1). 1998, ISBN 3-7776-0878-5.
- S. Harland, U.-F. Haustein: Herpes und Gürtelrose – Die heimliche Volkskrankheit. In: Herpes und Gürtelrose. Urania Verlag, Berlin 1999, ISBN 3-332-01016-6.
- U.-F. Haustein: Nichtmelanozytärer („Heller“) Hautkrebs und seine Vorstufen. (= Sitzungsberichte der Sächsischen Akademie der Wissenschaften zu Leipzig. Mathematisch-naturwissenschaftliche Klasse. Band 131. Heft 2). Verlag der SAW bei S. Hirzel, Stuttgart/ Leipzig 2009, ISBN 978-3-7776-1670-4.
- U.-F. Haustein: Altern in der Moderne. (= Sitzungsberichte der Sächsischen Akademie der Wissenschaften zu Leipzig. Mathematisch-naturwissenschaftliche Klasse. Band 131. Heft 5). Verlag der SAW bei S. Hirzel, Stuttgart/ Leipzig 2010, ISBN 978-3-7776-2111-1.
- J. Mössner, U.-F. Haustein (Hrsg.): Ausgewählte Aspekte der individualisierten Medizin. Festsymposium der Sächsischen Akademie der Wissenschaften zu Leipzig anlässlich des 80. Geburtstages von Altpräsident OM Prof. Dr. Uwe-Frithjof Haustein am 31. März 2017 in Leipzig. (= Abhandlungen der Mathematisch-Naturwissenschaftlichen Klasse. Band 66. Heft 3). S. Hirzel Stuttgart/ Leipzig 2018, ISBN 978-3-7776-2729-8.

### Buchbeiträge (Auswahl)
- U.-F. Haustein: Mechanismen bakterieller Hautinfektionen. In: O. Braun-Falco, G. Geiler, St. Jablonska (Hrsg.): Die Haut als Abwehrorgan. Wissenschaftliche Verlagsgesellschaft, Stuttgart 1991, ISBN 3-8047-1150-2.
- U.-F. Haustein: Autoimmunerkrankungen durch Störungen der Immunregulation und des programmierten Zelltodes (Apoptose). In: G. Haase, E. Eichler (Hrsg.): Beiträge von Mitgliedern der Sächsischen Akademie der Wissenschaften zu Leipzig zum 150. Jahrestag ihrer Gründung unter dem Thema „Wege und Fortschritte der Wissenschaft“. Akademie-Verlag, Berlin, ISBN 3-05-003134-4, S. 699–707.
- A. Saalbach, E. Wandel, U. Anderegg, U.-F. Haustein: Das maligne Melanom: Klinik und biologisches Verhalten in seiner umgebenden Matrix. In: W. Fritsche, L. Zerling (Hrsg.): Umwelt und Mensch – Langzeitwirkungen und Schlussfolgerungen für die Zukunft. (= Abhandlungen der Sächsischen Akademie der Wissenschaften zu Leipzig – Mathematisch-naturwissenschaftliche Klasse. Bd. 59, H. 5). Verlag der Sächsischen Akademie der Wissenschaften zu Leipzig, 2002, ISBN 3-7776-1155-7, S. 115–127.
- U. Anderegg, U.-F. Haustein: Umweltinduzierte Sklerodermie durch Quarzlangzeitexposition – klinische Beobachtungen und Laborexperimente. In: W. Fritsche, L. Zerling (Hrsg.): Umwelt und Mensch – Langzeitwirkungen und Schlussfolgerungen für die Zukunft. (= Abhandlungen der Sächsischen Akademie der Wissenschaften zu Leipzig – Mathematisch-naturwissenschaftliche Klasse. Bd. 59, H. 5). Verlag der Sächsischen Akademie der Wissenschaften zu Leipzig, 2002, ISBN 3-7776-1155-7, S. 129–137.
- U.-F. Haustein: Medizinische Aspekte des Neuroenhancements. In: U. Ebert, O. Riha, L. Zerling (Hrsg.): Der Mensch der Zukunft – Hintergründe, Ziele und Probleme des Human Enhancement. Tagung der Kommission Wissenschaft und Werte in Leipzig, 17./18; Februar 2012. (= Abhandlungen der Sächsischen Akademie der Wissenschaften. Philologisch-historische Klasse. Band 82. Heft 3). In Kommission bei S. Hirzel Stuttgart/ Leipzig 2013, ISBN 978-3-7776-2384-9, S. 159–169.
- U.-F. Haustein, B. Lietzberg: Occupational Connective Tissue Disorders. In: T. Rustemeyer, P. Elsner, S. M. John, H. I. Maibach (Hrsg.): Kanerva´s Occupational Dermatology. 3. Auflage. Springer Verlag, 2018, S. 301–326. doi:10.1007/978-3-319-40221-5_29-2